# Ceratocymba dentata
Ceratocymba dentata är en nässeldjursart som först beskrevs av Bigelow 1918.  Ceratocymba dentata ingår i släktet Ceratocymba och familjen Abylidae. Inga underarter finns listade i Catalogue of Life.